# Kai Kobad II.
Kai Kobad II. mit vollem Namen Alā al-Dīn Kayqubād bin Kaykhusraw (persisch علا الدين كيقبادان بن كيخسرو‎; * 1238–1239; † 1257) war ein seldschukischer Herrscher von Rum. Er war der Sohn des Kai Chosraus II. und der Georgierin Tamara – Tochter der Königin Rusudan.
Sein Vater verlor 1243 die bedeutende Schlacht vom Köse Dağ gegen die Ilchane. 1246 starb Kai Chosrau II. Zu diesem Zeitpunkt war Kai Kobad II. sieben Jahre alt. Das Sultanat wurde zu einem Vasallen der Mongolen. Als Stellvertreter der Mongolen überwachte der Wesir Schams al-Din al-Isfahani die Sultane.
Nachfolger wurde der ältere Kai Kaus II. Allerdings kam es zu Rivalitäten unter den Brüdern. Ein anderer Bruder Kılıç Arslan IV. beanspruchte ebenfalls den Thron. So kam es, dass eine Zeit lang drei Sultane parallel herrschten. Kai Kobad II. beherrschte das Gebiet östlich des Kizilirmaks in Malatya.
Als jüngster und schwächster der drei Brüder kam Kai Kobad II. 1257 ums Leben. Man sagt, dass ihn seine eigenen Emire ermordet hätten. Eine andere Quelle besagt, dass Kai Kobad II. auf dem Weg zum Großkhan Möngke nach Karakorum tot aufgefunden wurde.